# 加列戈大镇
加列戈大镇，是西班牙阿拉贡自治区萨拉戈萨省的一个市镇。 总面积89平方公里，总人口2888人（2001年），人口密度32人/平方公里。